# Silvio Mário de Sá Freire
Silvio Mário de Sá Freire (Itaguaí, 4 de julho de 1867 – Rio de Janeiro, 24 de fevereiro de 1956) foi um médico brasileiro.
Graduado em farmácia em 1889, posteriormente doutorou-se em medicina pela Faculdade de Medicina do Rio de Janeiro em 1894, defendendo a tese “Tratamento das hérnias abdominais”. Especializou-se em obstetrícia e ginecologia. Foi eleito membro da Academia Nacional de Medicina em 1912, sucedendo Henrique Rodolpho Baptista na Cadeira 66, que tem José Cardoso de Moura Brasil como patrono.